# Fischleite
Die Fischleite bezeichnet einen flachen bewaldeten Bergrücken zwischen Ammersee und Wörthsee. Sie
teilt sich in eine Obere und eine Untere Fischleite mit 591 m bzw. 590 m Höhe im Bayerischen Alpenvorland östlich von
Buch am Ammersee.